# Automatische Frequenzregelung
Die Automatische Frequenzregelung bezeichnet die Regelung der Frequenz eines Generators oder Oszillators auf eine vorgegebene Frequenz. Dazu wird aus der Differenz der Oszillator-Frequenz und einer Referenzfrequenz eine Regelspannung abgeleitet und einem Stellglied zugefügt.
Zur Erzeugung dieser Regelspannung verwendet man heute meistens eine PLL-Schaltung.
In der Funktechnik wird als Stellglied eine Kapazitätsdiode am Schwingkreis des Oszillators verwendet.
Die Referenzfrequenz wird in der Regel von einem Quarzoszillator erzeugt oder mittels Frequenzteiler bzw. Frequenzvervielfachung von ihm abgeleitet, um eine geringe Drift und Temperaturabhängigkeit zu erreichen.

## Anwendungsbeispiele
- Funkempfänger
- Sender
- Stromversorgungen